# Scaphura edwardsi
Scaphura edwardsi är en insektsart som beskrevs av John Obadiah Westwood 1828. Scaphura edwardsi ingår i släktet Scaphura och familjen vårtbitare. Inga underarter finns listade i Catalogue of Life.